# نادي يونايتد سبورت
دي يونايتد سبورت، نادي كرة قدم إماراتي من أندية الهواة يلعب في دوري الدرجة الثانية الإماراتي ويقع في العين تأسس في عام 2020 وانضم إلى دوري الدرجة الثانية الإماراتي.